# Aubrey Island
Aubrey Island är en ö i Kanada.   Den ligger i territoriet Nunavut, i den östra delen av landet, 2 100 km norr om huvudstaden Ottawa. Arean är 1,5 kvadratkilometer.
Terrängen på Aubrey Island är mycket platt. Öns högsta punkt är 40 meter över havet. Den sträcker sig 1,5 kilometer i nord-sydlig riktning, och 2,1 kilometer i öst-västlig riktning.
Trakten runt Aubrey Island är nära nog obefolkad, med mindre än två invånare per kvadratkilometer.